# 恆星天文學

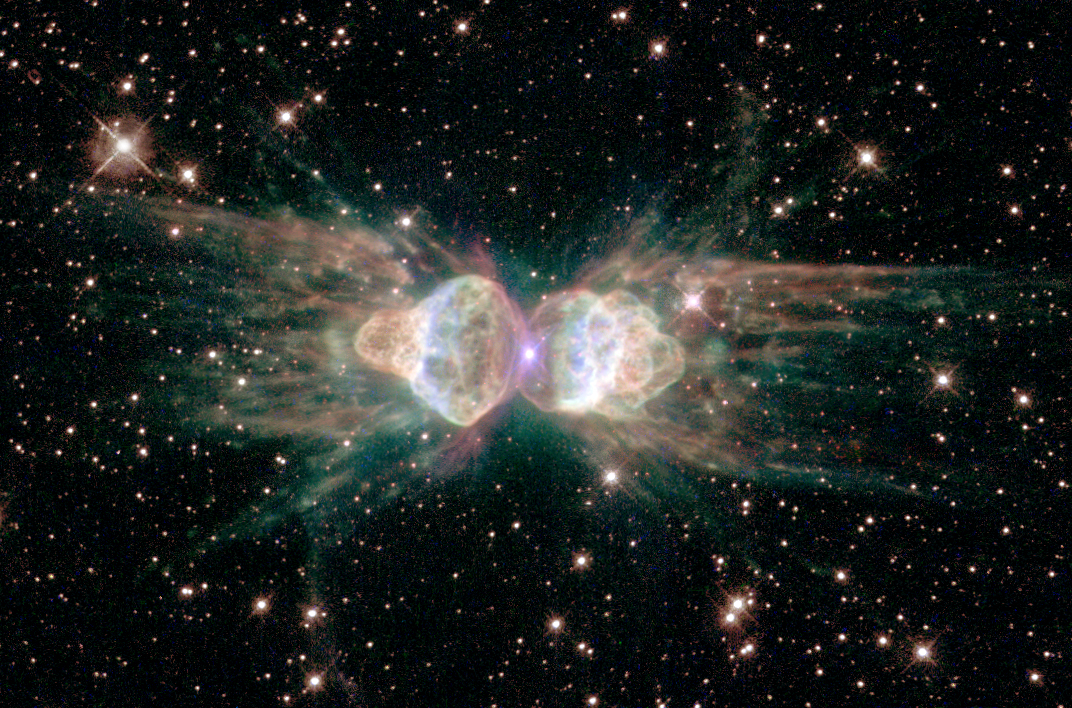
行星狀星雲：螞蟻星雲。從死亡的中心恆星噴發出的氣體呈現對稱的形狀，不同於一般爆炸的混沌型式。

對恆星和恆星演化的研究是我們瞭解宇宙的基礎，恆星的天文物理學通過對恆星的觀察、研究、測量和理論上的瞭解；還有經由電腦對內部的模擬。
恆星形成發生在塵埃和氣體密集的區域，也就是所謂的巨分子雲。 當平衡被破壞時，雲的碎片在重力作用下坍縮，形成原恆星。一個足夠密集和高熱的核心區域將觸發核融合，然後創造成為一顆主序星。
幾乎所有比氫和氦重的元素都是在恆星內部的核心創造的。
恆星最終的特性主要取決於誕生時的質量。質量越大的恆星，亮度也越大，氫在核心燃燒的速率也越快。經過一段時間，氫燃料完全轉變為氦，於是恆星開始老化。氦的融合需要更高的核心溫度，因此恆星一面擴張它的大小，同時也增高核心的密度，在氦燃料耗盡之前，恆星度過短暫的紅巨星階段。質量越大的恆星在燃料轉變成更重的元素食，經過的各階段的時間會越來越短。
恆星最終的命運取決於它的質量，質量超過8倍太陽質量的恆星，核心會坍它成為超新星；而質量較小的恆星會成為行星狀星雲，然後演化成為白矮星 。超新星的殘骸會成為高密度的中子星，如果殘骸的質量大於3倍的太陽質量，將成為黑洞。密接聯星將依照更複雜的路徑演化，例如，伴星的質量傳輸給白矮星可能會導致超新星爆炸。行星狀星雲和超新星對星際物質的金屬分配是必需的，沒有它們，所有的新恆星 (包括它們的行星系) 將只能由氫和氦組成。